# Austrogautieria chlorospora
Austrogautieria chlorospora är en svampart som beskrevs av E.L. Stewart & Trappe 1985. Austrogautieria chlorospora ingår i släktet Austrogautieria och familjen Gallaceaceae.   Inga underarter finns listade i Catalogue of Life.